# Platyrrhinus recifinus
Platyrrhinus recifinus is een zoogdier uit de familie van de bladneusvleermuizen van de Nieuwe Wereld (Phyllostomidae). De wetenschappelijke naam van de soort werd voor het eerst geldig gepubliceerd door Thomas in 1901.

## Voorkomen
De soort komt voor in Brazilië.